# Пушкинский (Иркутская область)
Пу́шкинский — участок (населённый пункт) в Нижнеудинском районе Иркутской области. Входит в состав Порогского муниципального образования.

## География
Участок находится на расстоянии 40 км к юго-востоку от города Нижнеудинск, административного центра района.

## Население
| 2002 | 2010 | 2011 | 2012 |
| ---- | ---- | ---- | ---- |
| 63   | ↘43  | →43  | ↘41  |

## Улицы
В населённом пункте имеется одна улица — Центральная.